# J. E. B. Stuart
James Ewell Brown Stuart (6 de febrero de 1833 - 12 de mayo de 1864) fue un soldado estadounidense de Virginia y un general del ejército de los Estados Confederados durante la Guerra de Secesión. Sus amigos lo conocían por "Jeb".
Stuart fue un comandante de caballería conocido por su maestría en el reconocimiento y el uso de la caballería en operaciones ofensivas. Su porte sureño y su imagen de caballero le dieron fama en la zona rebelde. Murió en mayo de 1864 durante la campaña de Overland en la batalla de Yellow Tavern.

## Juventud
James Ewell Brown Stuart nació en Laurel Hill Farm, una plantación en el condado de Patrick, en Virginia, cerca de la frontera con Carolina del Norte. Su padre, Archibald Stuart, era político. Su madre, Elizabeth Stuart, era conocida como una mujer estrictamente religiosa con un gran amor por la naturaleza.

### Educación
Con catorce años, James entró en el colegio en Wytheville. Visitó la universidad de Emory & Henry entre 1848 y 1850. En 1854 decidió entrar a la academia de West Point en Nueva York. Robert E. Lee era comandante de la misma por aquel entonces. Stuart se graduó como decimotercero de su clase sobre un total de 46 en 1854. Recibió el rango de sargento de caballería, el rango más alto alcanzable para los cadetes.

### Ejército Estadounidense
En 1854, Stuart fue destinado a la división Mounted Rifles en Texas. Pronto fue transferido y ascendido al Primer Regimiento de Caballería, recién formado. Allí se descubrió su talento en el liderazgo. En julio de 1857 fue herido mientras luchaba contra nativos en las fronteras. En 1859, Stuart destacó al ser voluntariamente el ayuda de campo del general Robert E. Lee. Fue ascendido a capitán en abril de 1861, pero se retiró del ejército el 14 de mayo de 1861 para unirse al nuevo ejército confederado tras la secesión de Virginia.

## Ejército Confederado

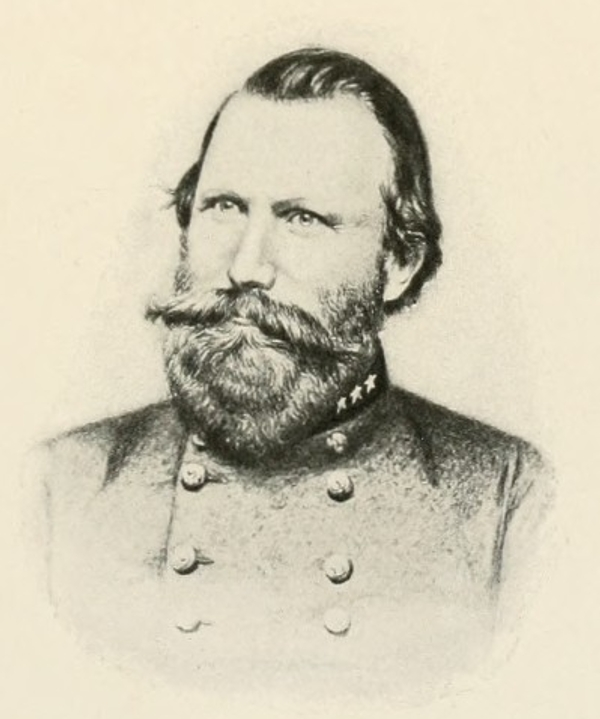
J. E. B. Stuart como general de caballería confederado.

J.E.B. Stuart recibió el grado de teniente coronel de Infantería, en el Ejército Confederado, el 10 de mayo de 1861. En julio ascendió a coronel, en septiembre a general de brigada y, en julio del año siguiente, a mayor general. Fue protagonista en las primera y segunda batalla de Bull Run que, a pesar de resultar victoriosas para el Sur, no tuvieron grandes consecuencias, salvo para aumentar la moral confederada. Destacó, también, en la campaña del Norte de Virginia, y fue el responsable de la sustracción del uniforme del general de la Unión John Pope, lo que llevó a cabo porque, anteriormente, había perdido su sombrero característico, durante una persecución. Durante la batalla de Fredericksburg, en diciembre de 1862, Stuart protegió el flanco del teniente general "Stonewall" Jackson en el cruce de Hamilton. Antes de la batalla, Stuart le entregó a Jackson un uniforme confederado con bordados dorados, que él pensó que le daba más aspecto de general.
En mayo de 1863, en la batalla de Chancelorsville, Stuart fue designado por Lee para que tomase el mando del Segundo Cuerpo, por unos días, después de que Jackson fuese mortalmente herido. Demostró ser tan hábil dirigiendo a la infantería, como lo era haciéndolo con la caballería. Cuando Jackson murió, Stuart se vistió con el uniforme que le había regalado a aquel, a pesar de que estaba manchado de abundante sangre.
Regresó a la caballería para la campaña de Gettysburg, en la que sufrió uno de sus puntos más bajos. Comandó a los jinetes sureños a la batalla de Brandy Station, la cual reunió el mayor número de jinetes agrupados de la guerra, en junio de 1863. La batalla se solventó en empate, y supuso una vergüenza para la ya "no tan invencible" caballería confederada. 
Stuart llegó tarde a la batalla de Gettysburg, durante el segundo día de la misma, pues se había destacado a realizar operaciones por los alrededores, por su cuenta. Esta acción supuso un inicio desfavorable de la batalla, para los confederados. Trajo con él una caravana de suministros de la Unión, tras capturarla, después de sus operaciones en los alrededores del campo de batalla. El general Lee le ordenó, entonces, que rodease al ejército unionista, y que interceptase su ruta de comunicaciones. Sin embargo, su ataque fue rechazado por la caballería de la Unión. Stuart no recibió reprimenda alguna por sus actos durante la campaña de Gettysburg.
Durante la campaña de Overland, un jinete unionista desmontado le disparó, a treinta pies de distancia, con una pistola. Al día siguiente, Stuart murió en la capital confederada. Sus últimas palabras, susurradas, fueron: "I am resigned, God's will be done". Tenía 31 años. Dejó a su mujer, Flora Cooke Stuart con sus hijos J.E.B. Stuart Jr. y Virginia Pelham Stuart. Tras su muerte, fue enterrado en el cementerio Hollywood de Richmond. Su mujer guardó luto durante el resto de sus 49 años de vida.

## J.E.B. Stuart en la cultura popular
EL General Stuart formó parte del elenco de la historieta ficticia de la editorial DC Comics en las páginas del cómic G.I. Combat protagonizando junto al soldado Jeb Stuart, un ficticio descendiente que siendo un espíritu fantasmal se apodera de un tanque de guerra para ayudar a su descendiente durante la Segunda Guerra Mundial, en las historias conocidas del Tanque Embrujado.